# 三泰實業
三泰實業有限公司，簡稱三泰實業（英語：SANTAI MANUFACTURING LIMITED，港交所除牌時0521.HK），在1983年建立，前身為「三泰電業有限公司」，在1988年，由當時旗下聯合東榮有限公司（中國環保投資股份有限公司前身）收購，12月23日曾在香港交易所主板上市。
當時業務是生產及銷售各類電子產品，包括電壓器。最後在1994年，由首鋼集團進行全購，而在10月11日，更名為首長科技集團有限公司。

## 連結
- Shougang-Tech.com.hk